# Statuto del Regno dei Paesi Bassi

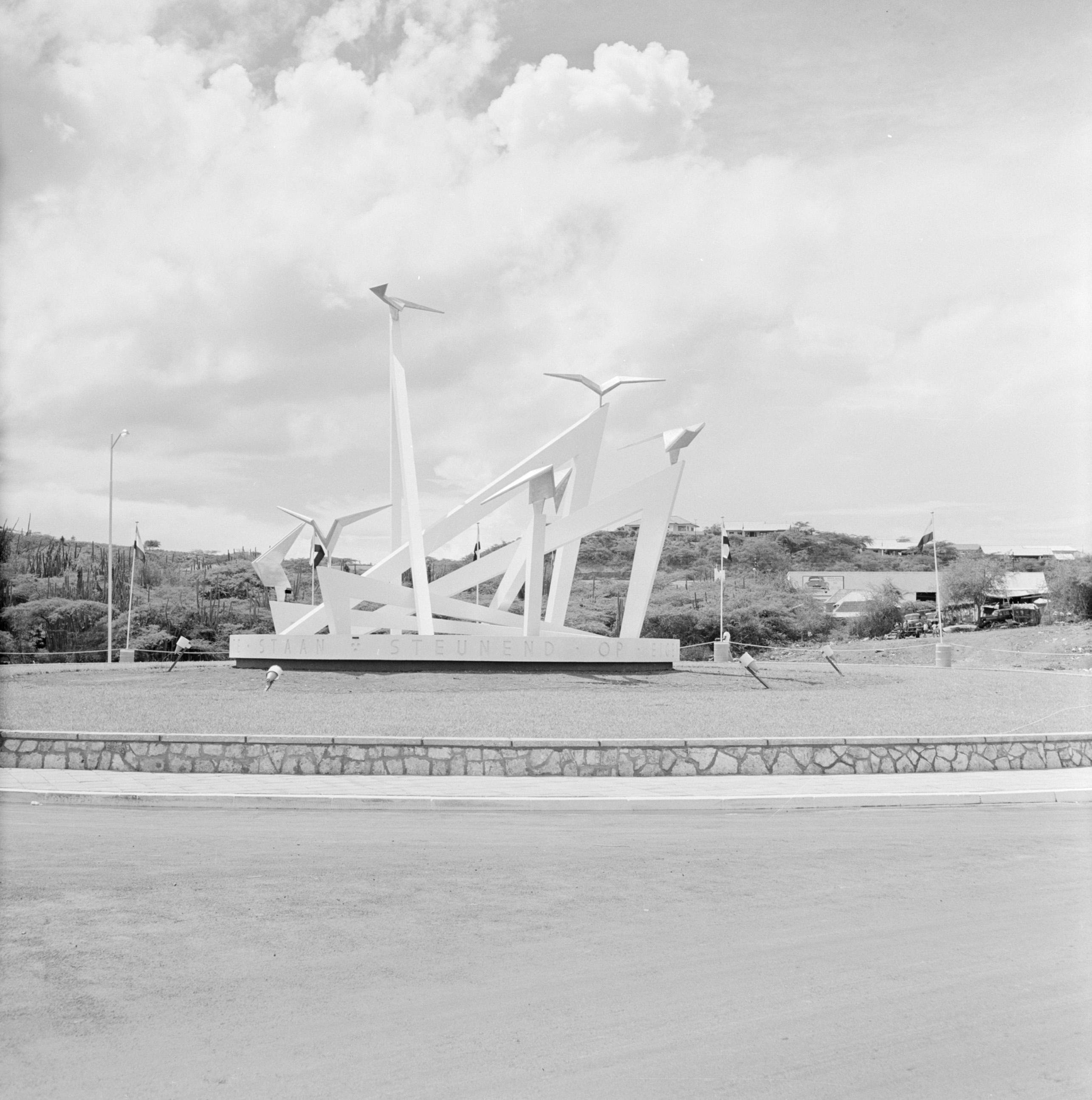
Il “Monumento all'Autonomia” a Willemstad (Curaçao), inaugurato il 19 ottobre 1955 dalla regina Giuliana per commemorare l'introduzione dello Statuto per il Regno dei Paesi Bassi. Raffigura un nido con sei uccelli (le sei isole) ed è stato disegnato da Jacob Fresco. L'iscrizione recita "Contando sulle nostre forze ma con la volontà di aiutarci a vicenda".

Lo Statuto del Regno dei Paesi Bassi (in olandese Statuut voor het Koninkrijk der Nederlanden, in papiamento Statuut di Reino Hulandes), anche noto come Carta del Regno dei Paesi Bassi è uno strumento giuridico fondamentale che stabilisce le relazioni politiche tra i quattro paesi facenti parte del cosiddetto Regno dei Paesi Bassi (un’entità politica più estesa e differente dai più noti Paesi Bassi continentali, i quali vi fanno comunque parte), che comprende anche le nazioni costitutive di Aruba, Curaçao e Sint Maarten.
Ad esso, essendo il principale documento giuridico del Regno, sono giuridicamente subordinate tutte le costituzioni locali, compresa la Costituzione dei Paesi Bassi, che è invece applicata solo nel territorio europeo e nelle Isole BES, divenute municipalità speciali della nazione costitutiva nel 2010, allo scioglimento delle Antille Olandesi, tramite referendum.

## Storia
Fino al 1954, in tutto il Regno dei Paesi Bassi (dunque anche in tutto ciò che rimaneva dell’Impero coloniale olandese dopo l’indipendenza dell’Indonesia), la Costituzione dei Paesi Bassi continentali era il documento principale del Regno. 
Tuttavia, in seguito a pressioni interne ed esterne nell’ambito della cosiddetta decolonizzazione, venne approvato un progetto di riforma, che vide la prima versione della Carta, la quale descriveva il rapporto tra i Paesi Bassi continentali, la Guyana olandese (oggi Suriname) e le Antille olandesi, essere firmata dalla regina Giuliana il 15 dicembre 1954, trasformando i Paesi Bassi ed il loro impero in un effettivo stato unico. Questa versione, tuttavia, durò solo per un paio di decenni, fino al 25 novembre 1975, quando la Nuova Guinea Olandese prima (1962) ed il Suriname poi (1975), che erano ormai le ultime grandi colonie rimaste, si separarono dalla madrepatria.
Nel mentre che ciò accadeva, anche nelle Antille olandesi, pur continuando ad essere applicata la legislazione disposta, l'idea di un unico stato, come si prospettava di raggiungere con questo primo passo, non ha mai goduto del pieno sostegno di tutte le isole, e, in tal senso, causò presto varie reazioni e tensioni politiche, tra cui la separazione di Aruba il 1º gennaio 1986 e, sebbene non giunta a separarsi, un pari rafforzamento del desiderio di secessione a Sint Maarten. 
Per ovviare alla crisi, dunque, dopo anni di negoziati, il Governo dei Paesi Bassi attuò un progetto di riforma costituzionale, permettendo lo scioglimento completo e definitivo delle Antille Olandesi, attuato in data 10 ottobre 2010 e l’autodeterminazione all’interno della giurisdizione olandese di tutte le isole. In tal senso, dunque, a seguito di vari referendum, alcune isole (Curaçao e Sint Maarten divennero nazioni costitutive autonome simili ad Aruba, cui fu garantito tale status, mentre le isole rimanenti, note con il nome di Isole BES (ossia Bonaire, Saba e Saint Eustatius) divennero comuni speciali dei Paesi Bassi, assoggettandosi maggiormente a quest’ultimi, salvo alcune deroghe speciali.
In virtù di tale riforma, dunque, tutti i documenti costituzionali delle nuove nazioni costitutive autonome furono sottoposti a tale Statuto, ma solo i Paesi Bassi continentali furono ammessi a gestire specifici affari (tra cui gli affari esteri, la cittadinanza e la difesa) contemporaneamente sia per il proprio conto che per tutto il Regno, mentre le altre materie sarebbero state delegate a ciascuna nazione.

## Contenuto normativo

### Affari del Regno
Nello specifico delle disposizioni, la Carta afferma esplicitamente quali siano gli elementi legislativi e politici che coinvolgono Aruba, Curaçao e/o Sint Maarten e che dunque devono essere trattati a livello del Regno nel suo complesso, divenendo validi per tutti e quattro i paesi costituenti. Come contraltare a ciò, tuttavia, è previsto anche che qualunque questione non esplicitamente menzionata come una questione del Regno che coinvolga le tre nazioni costitutive caraibiche sia considerata una questione rimessa alle singole amministrazioni.
Le Isole BES, che per loro natura sono assoggettate ai Paesi Bassi continentali, seguono le disposizioni emanate da quest’ultimo, con deroghe derivanti dall’insularità e dalla loro posizione.
Gli affari del Regno che, invece, non coinvolgono le tre nazioni costitutive caraibiche sono trattati secondo le disposizioni della Costituzione dei Paesi Bassi e, in pratica, solo dai Paesi Bassi continentali nella sua qualità, agli occhi della manifestata sovranità esterna, di Regno dei Paesi Bassi.
I cosiddetti “affari del Regno” sono dunque:
- Il Mantenimento dell'indipendenza e della difesa del Regno;
- Le Relazioni estere;
- La Nazionalità olandese;
- La Regolamentazione degli ordini cavallereschi, della bandiera e dello stemma del Regno;
- La Regolamentazione della nazionalità delle navi e delle norme richieste per la sicurezza e la navigazione delle navi marittime battenti bandiera del Regno, ad eccezione delle navi a vela;
- Il Controllo delle norme generali che disciplinano l'ammissione e l'espulsione dei cittadini e degli stranieri olandesi;
- L’Estradizione.

### Disposizioni aggiuntive
Inoltre, la Carta contiene disposizioni sull'assistenza reciproca e la cooperazione tra i quattro paesi. Tutti e quattro i paesi infine sono, secondo la Carta, obbligati a promuovere la realizzazione dei diritti umani e del buon governo. La Carta può essere modificata solo con l'approvazione di tutti e quattro i paesi, i quali conferiscono, quando favorevoli, un’ordinanza di ratifica al Sovrano.

### Organizzazione governativa e controllo
Ai sensi della carta, poi, ogni nazione costitutiva, ad eccezione dei Paesi Bassi, avrebbe avuto un governatore in rappresentanza del Sovrano e dell’unità ed un ministro plenipotenziario incaricato del Governo locale e nominato dalla propria legislatura. Le Isole BES, invece, assoggettatisi al territorio continentale, sono gestite al pari dei comuni, ma dialogano in modo più stretto con il Governo nazionale.
Il ministro avrebbe dialogato con il governatore non solo per le materie di competenza del Regno dei Paesi Bassi, ma anche per la gestione ed il buon andamento locali nella legislazione e nell’amministrazione.
Nei riguardi dell’amministrazione della giustizia per le materie non delegate o sovranazionali, invece, si decise di mantenere la “Corte Unita di Giustizia di Aruba, Curaçao, Sint Maarten, e di Bonaire, Sint Eustatius e Saba” con giurisdizione in primo grado e in appello al fine di facilitarne l’esercizio. Per i ricorsi successivi, tuttavia, è necessario appellarsi alla Corte suprema (o, in caso di controversie di diritto amministrativo, al Consiglio di Stato, salvo l’intervento in alcuni ambiti della suprema corte) a L'Aia.

### Rapporti con l’Unione Europea
Nei riguardi dell’Unione Europea, sin dall’adesione dei Paesi Bassi nel 1957 e, ancor più marcatamente dopo le riforme monetarie del 1992 e di circolazione del 1995, è da sempre stato necessario definire i rapporti anche con queste isole.
Storicamente, le ex-Antille Olandesi avevano goduto dello lo status di paesi e territori d'oltremare (PTOM), che permetteva loro di avere la cittadinanza europea, il diritto a ricevere fondi europei ed il diritto di voto alle elezioni europee, ma anche la facoltà di poter rimanere esclusi dal diritto europeo, dalla convenzione di Schengen e dal Trattato di Maastricht sulla valuta comune. 
In seguito alla riforma del 2010, tuttavia, solo Aruba, Curaçao e Sint Maarten hanno conservato tale condizione di esenzione, mentre Bonaire, Saint Eustatius e Saba, venendo integrati nella giurisdizione dei Paesi Bassi continentali hanno dovuto conformarsi al diritto previsto anche per il continente (ad eccezione dell’adozione dell’euro, che non è avvenuta per mutamento della valuta legale dal fiorino delle Antille Olandesi con il dollaro statunitense), sebbene sia prevista per loro la possibilità di divenire una Regione ultraperiferica (RUP), come caldamente consigliato anche dal Consiglio di Stato stesso per arginare le potenziali disuguaglianze emergenti. 
Teoricamente, poi tale aspetto integrativo potrebbe essere esteso anche alle altre isole resesi più distaccate, ma sarebbe più difficile, per via della necessità di attuare da sole tutto l’acquis comunitario.

## Galleria d’immagini

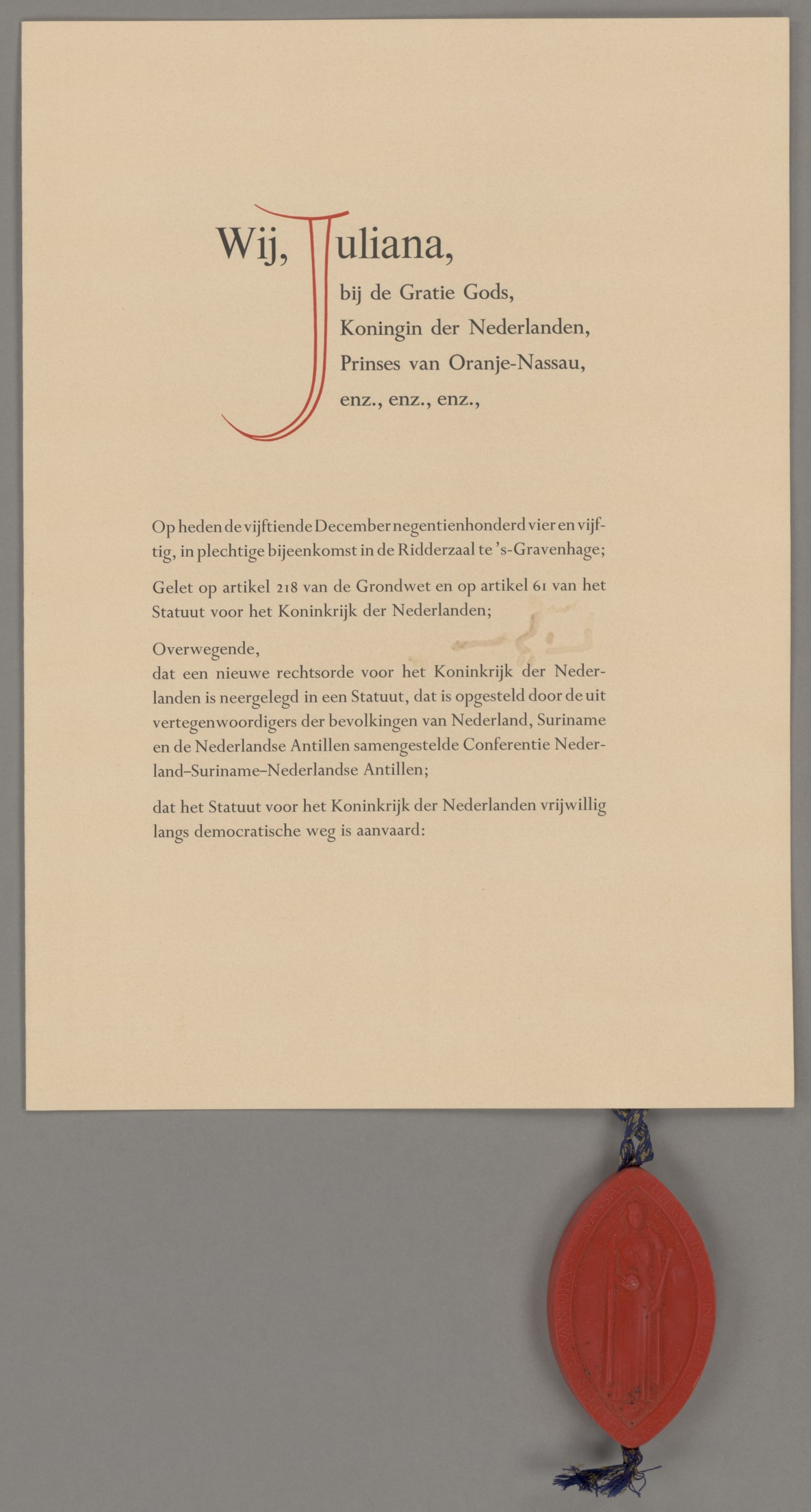
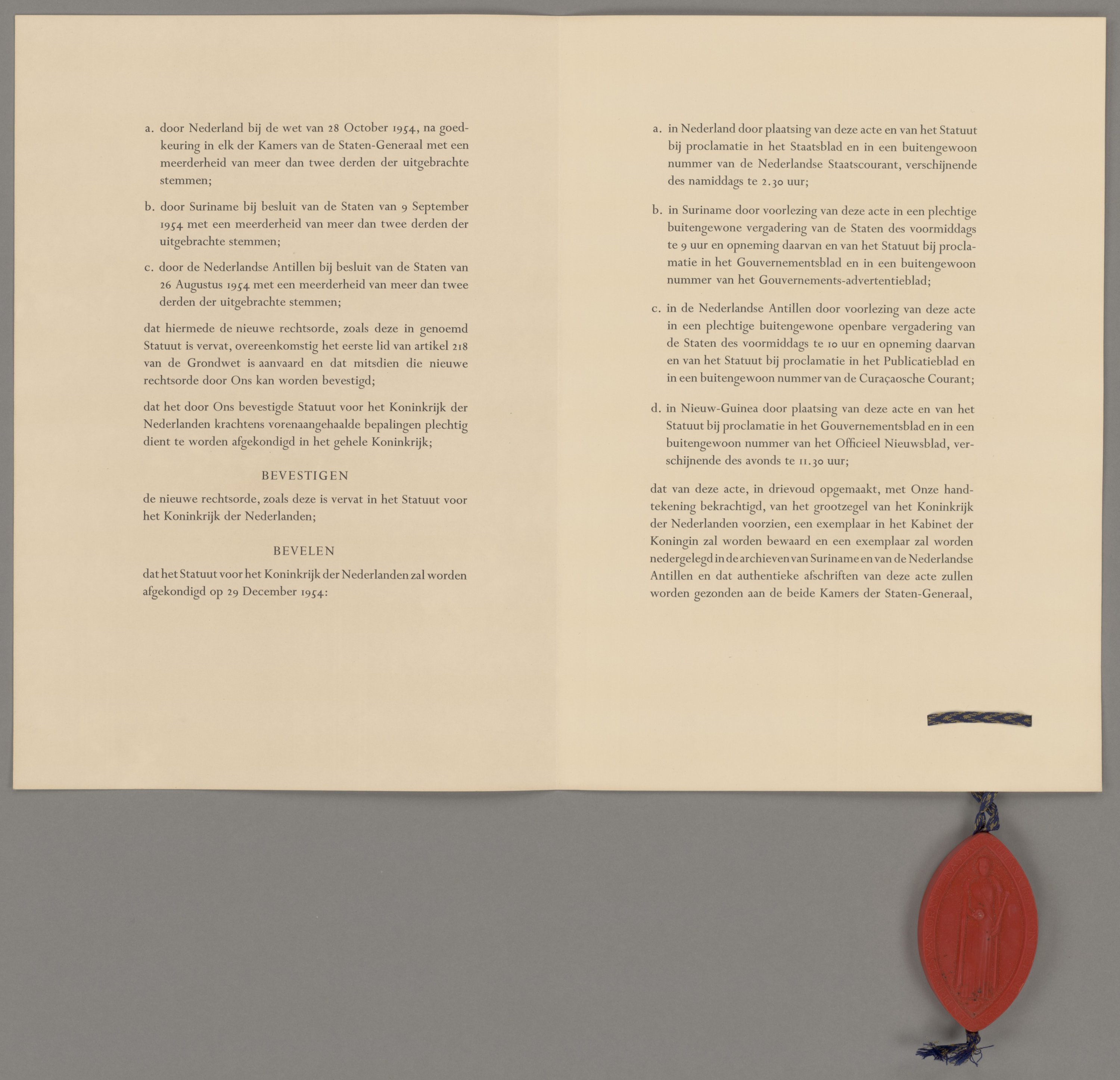
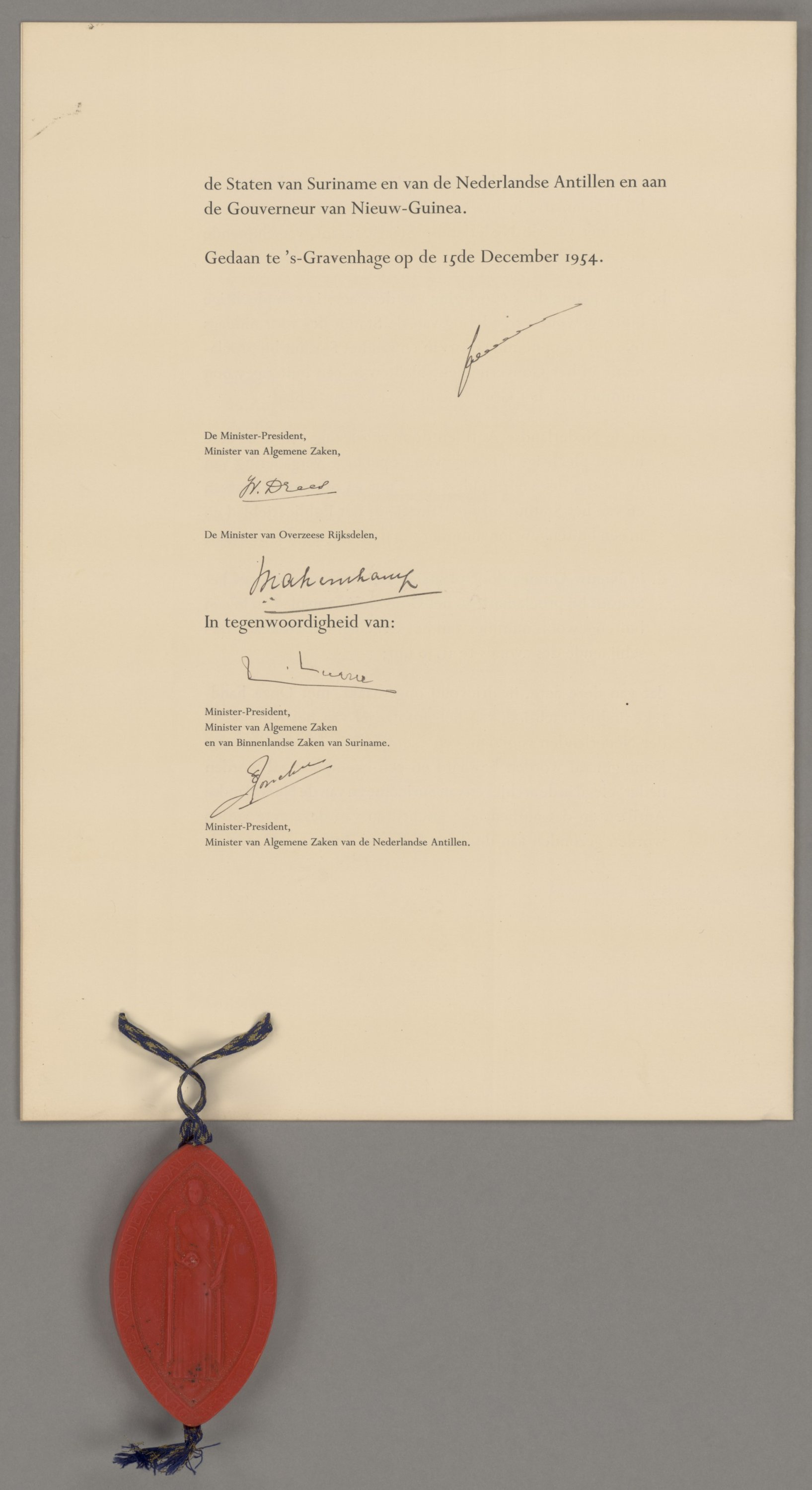
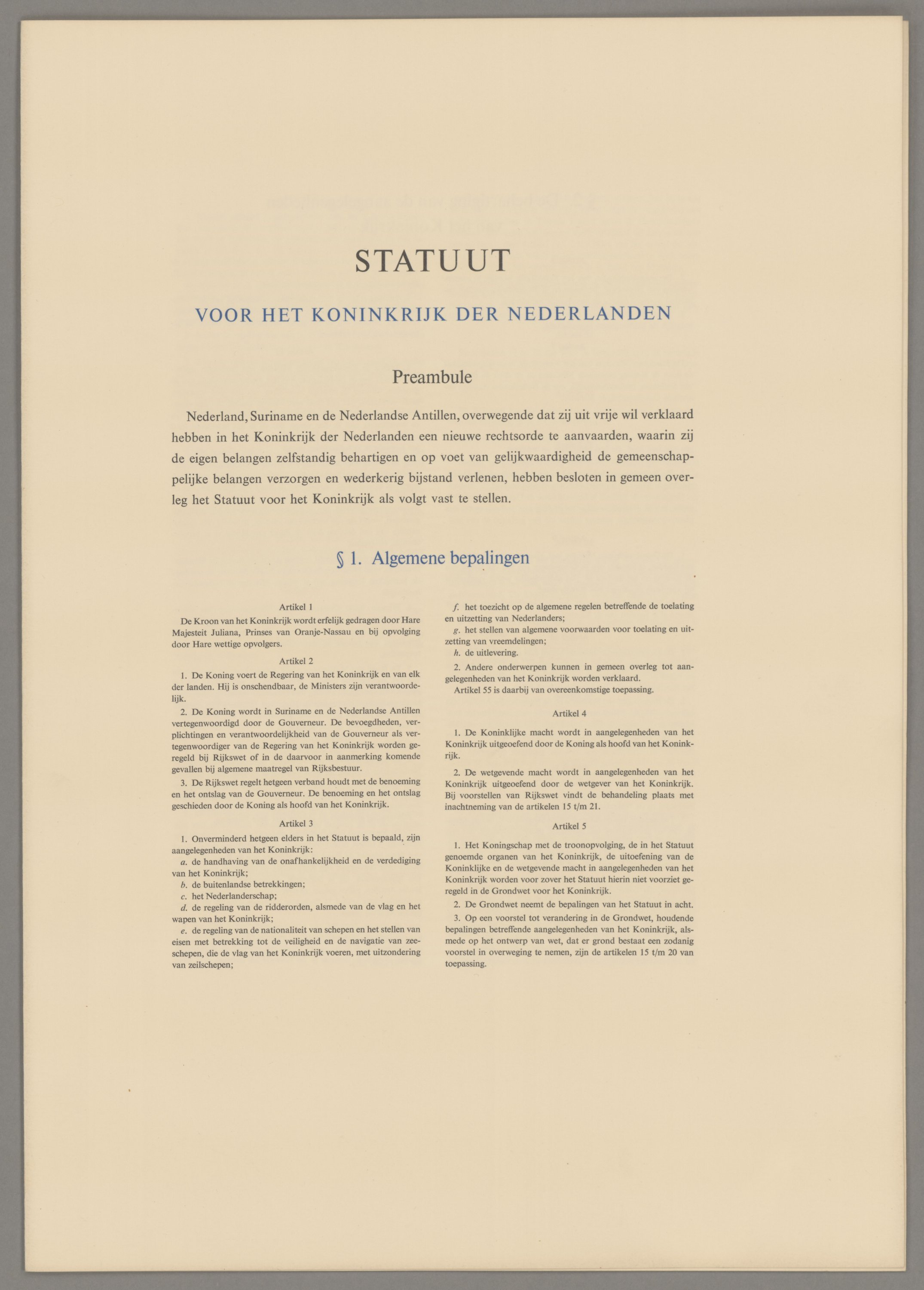
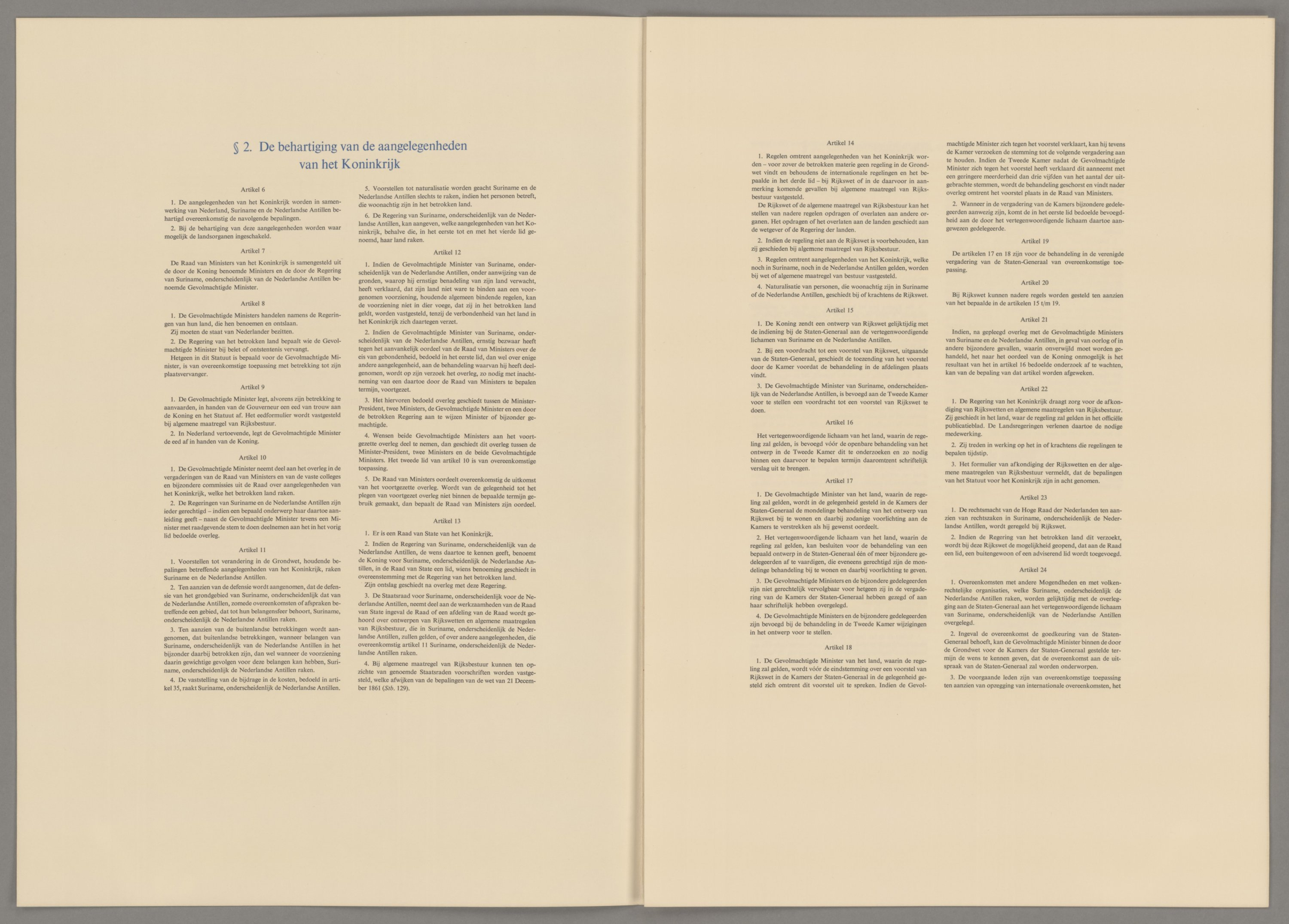
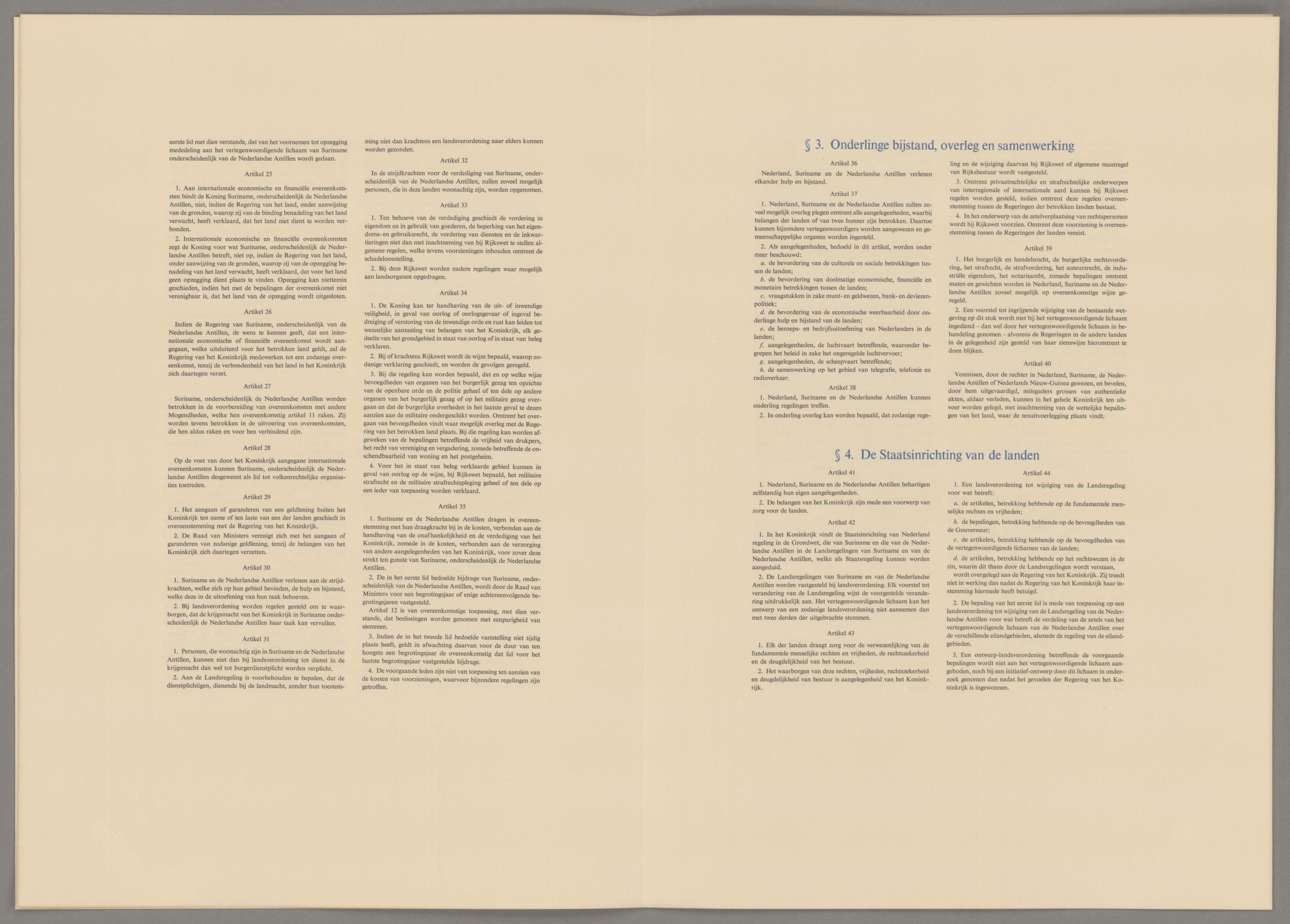
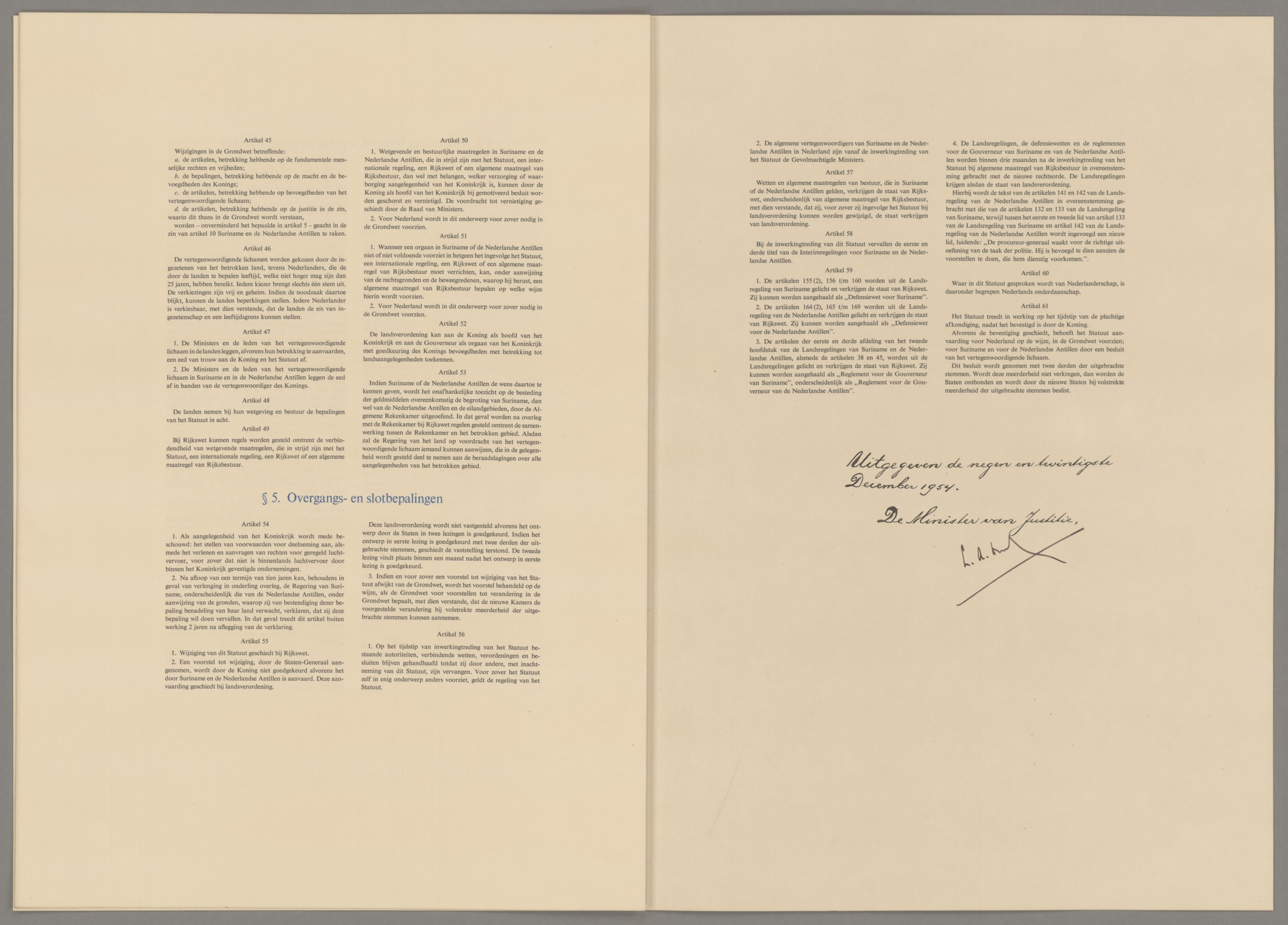